# Rohel Briceño
Rohel Antonio Briceño Carpio (Barinas, Venezuela, 15 de marzo de 1984) es un futbolista venezolano, juega como lateral izquierdo y su actual equipo es el Deportivo Táchira.

## Clubes
| Club              | País      | Año           | PJ | Goles |
| ----------------- | --------- | ------------- | -- | ----- |
| Zamora FC         | Venezuela | 2006-2010     | 81 | 4     |
| Caracas FC        | Venezuela | 2010-2013     | 58 | 0     |
| Aragua FC         | Venezuela | 2013-2016     | 95 | 4     |
| Deportivo Táchira | Venezuela | 2017-presente | 8  | 0     |

- Datos: Q5794470